# Remparts de Brouage
Les remparts de Brouage sont un ensemble de fortifications bâties au XVIIe siècle autour de la place-forte de Brouage, à Marennes-Hiers-Brouage, dans le département de la Charente-Maritime, en région Nouvelle Aquitaine, en France. Ils ont été classés au titre des monuments historiques en 1886.

## Historique
Les remparts actuels de Brouage sont créés sur ordre du cardinal de Richelieu au début du XVIIe siècle, entre 1628 et 1633. Brouage est l'un des rares types complets subsistant de ville forte de plaine du XVIIe siècle antérieure à Vauban. Néanmoins, ce dernier renforce les fortifications en 1689. La face extérieure est en pierre de taille, le reste en moellons liés par un mortier sable-chaux. Le haut du rempart est lui fait de briques : souvent détruit lors des attaques par les boulets de canon qui tentaient de passer par-dessus, c'était plus rapide et moins coûteux de reconstruire uniquement le haut en brique ; en outre, lorsqu'un boulet frappe un rempart, les éclats sont moins dangereux s'il s'agit de brique que s'il s'agit de pierre. Les pierres des angles des bastions ont été cramponnées par des crochets de fer. Ils représentent une sorte de quadrilatère de 2 080 m de périmètre extérieur, renforcé de huit bastions, chacun surmonté de trois échauguettes. L'intérieur des remparts est constitué de pierres de lest sur lesquelles Jacopolis a été fondée.
Le bâtiment est classé au titre des monuments historiques par arrêté du 12 février 1886.

## Architecture

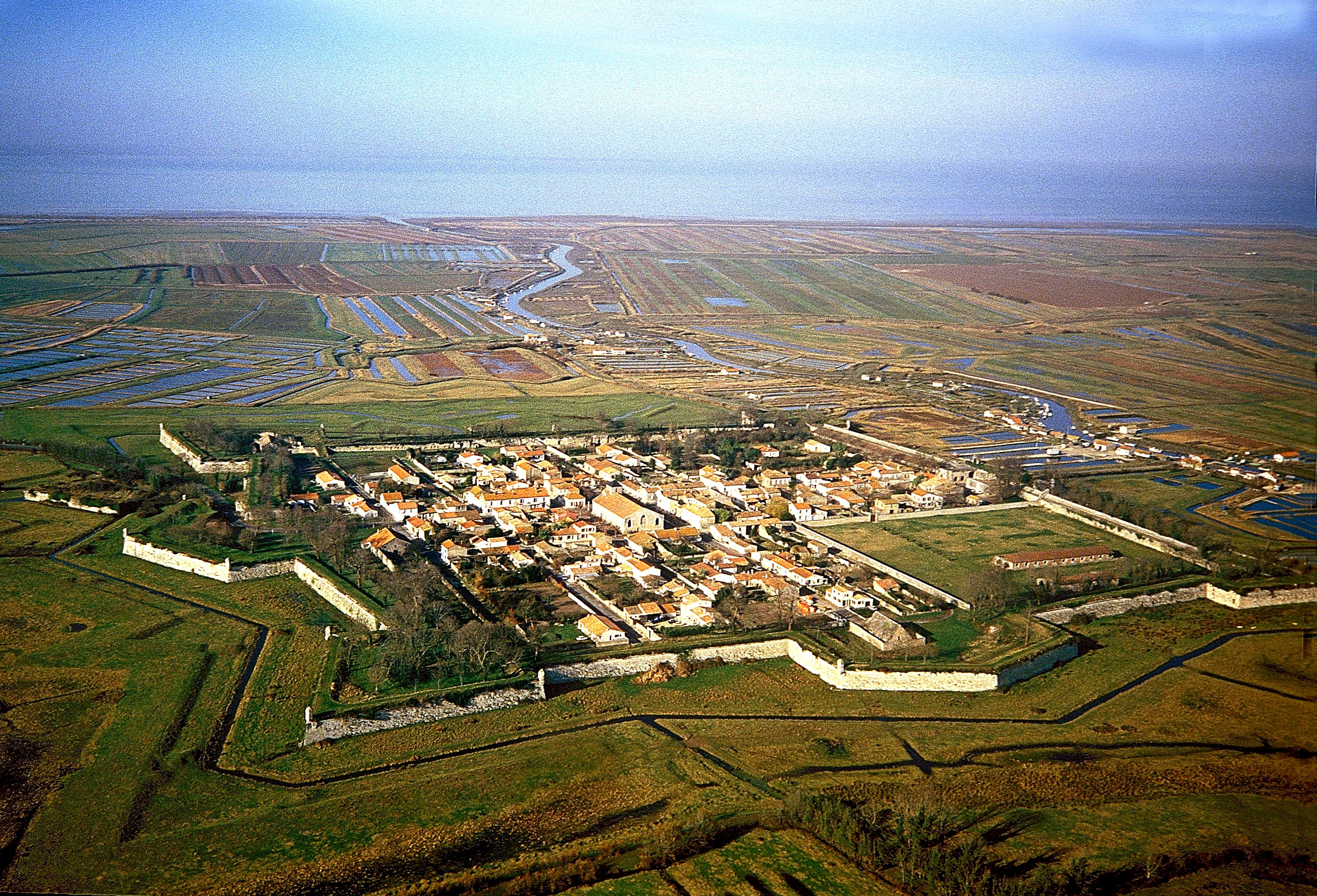
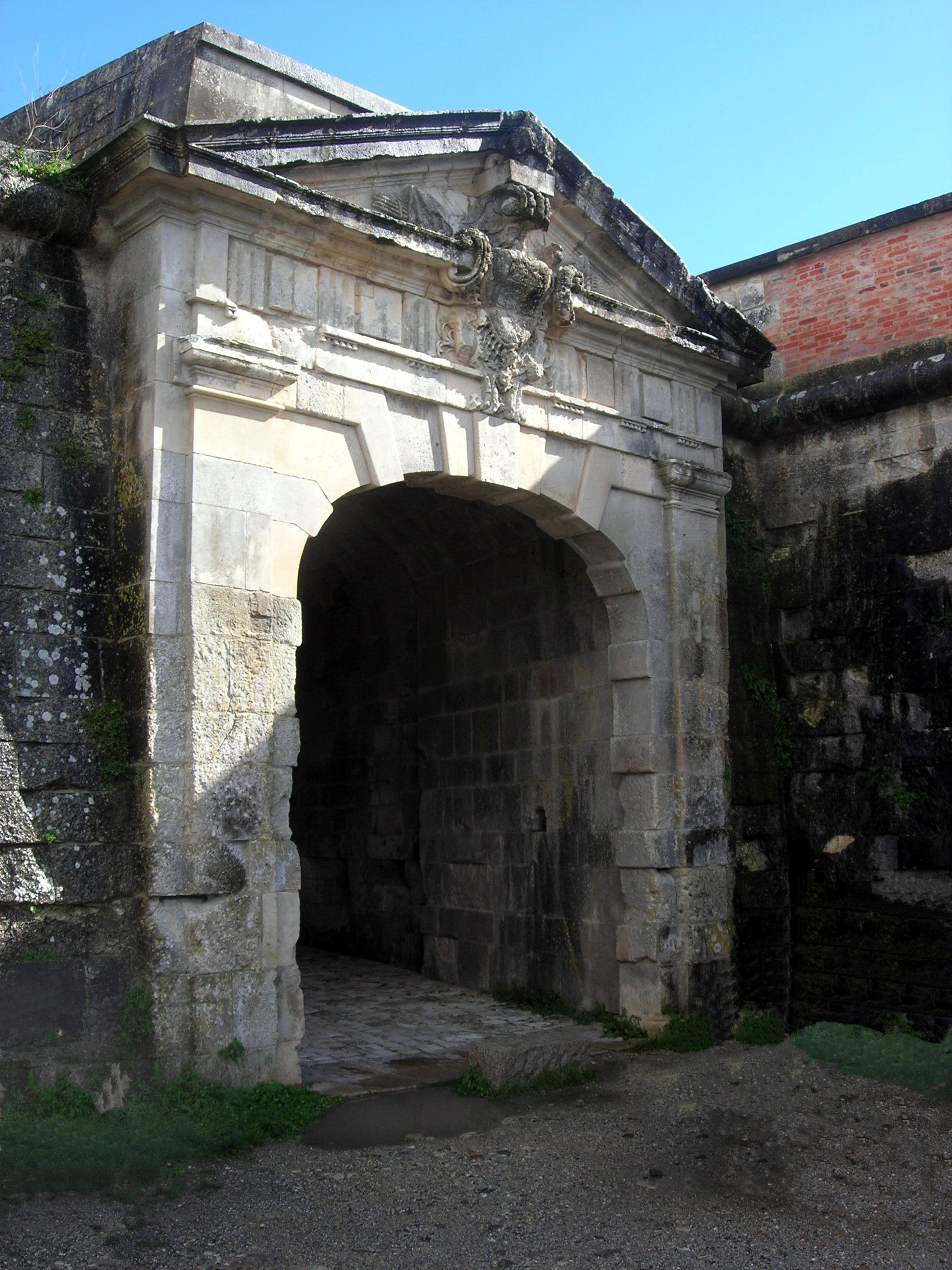
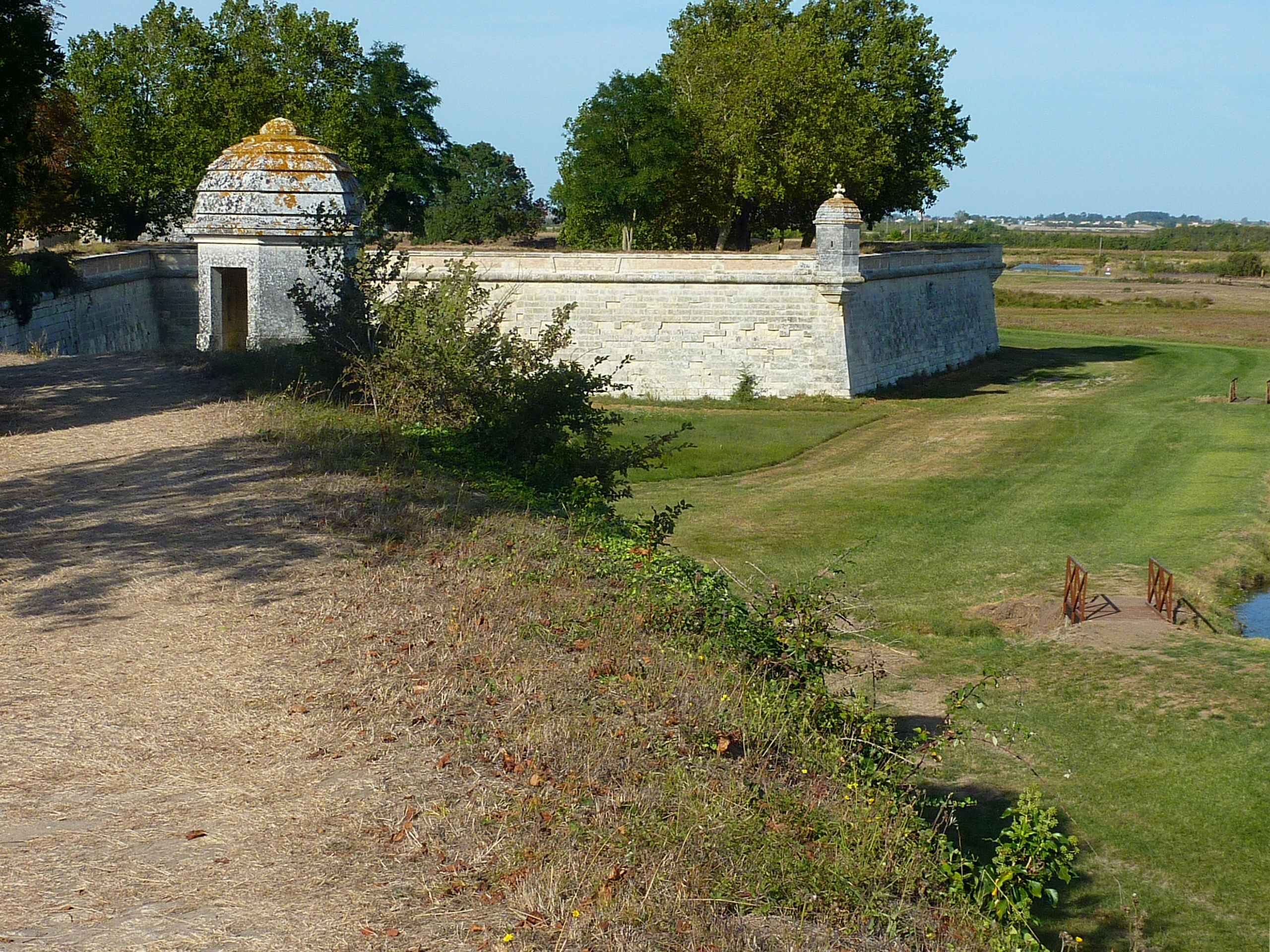
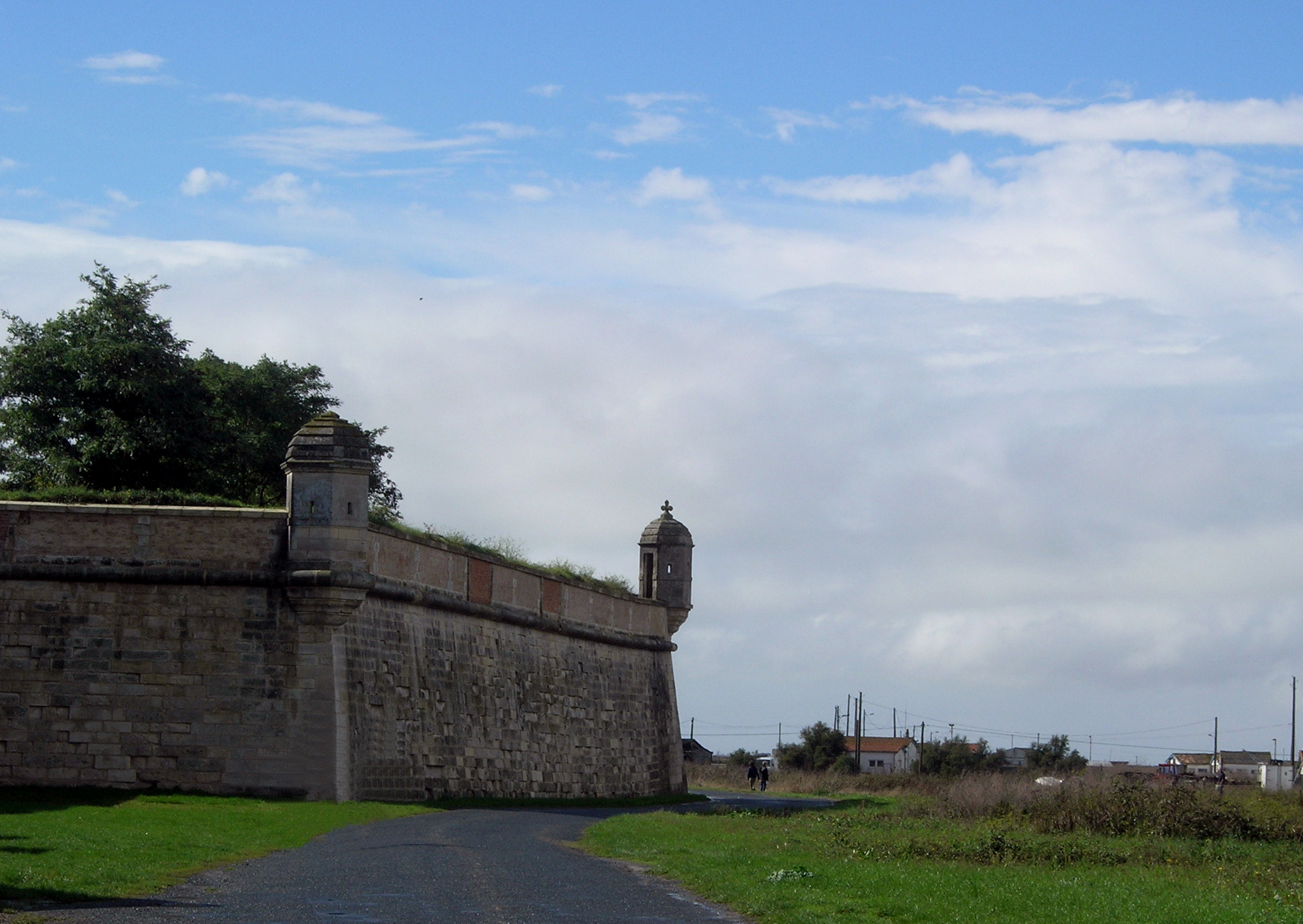
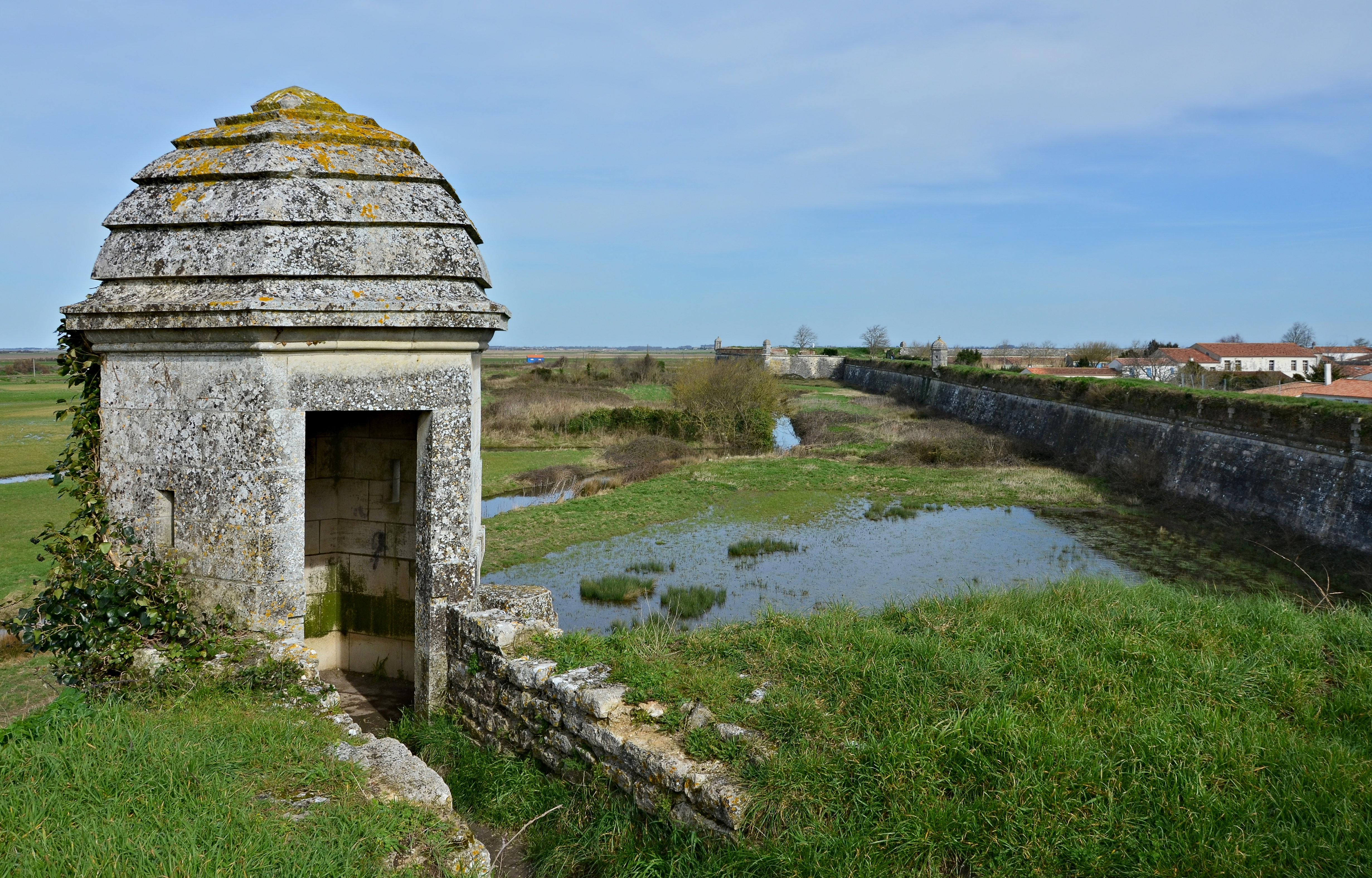
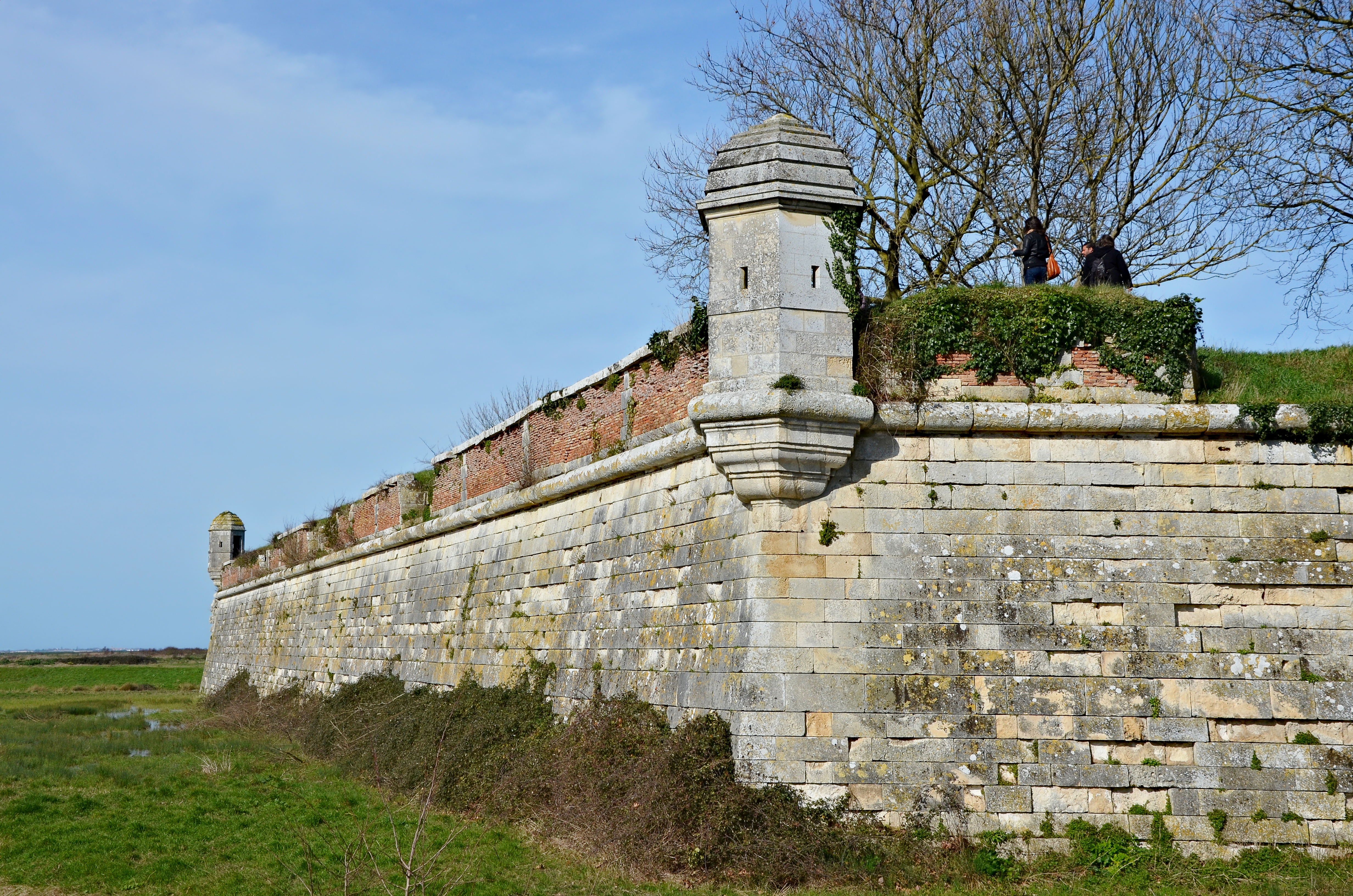